# Festa nazionale del Lussemburgo
La festa nazionale del Lussemburgo (in lussemburghese Lëtzebuerger Nationalfeierdag) è una festa che si celebra il 23 giugno di ogni anno e celebra in genere il compleanno del Granduca di Lussemburgo.
La data ricorda, in effetti, il compleanno della Granduchessa Carlotta di Lussemburgo,  simbolo dell'unità nazionale, durante la seconda guerra mondiale e ancor oggi una delle figure più importanti della storia del Granducato del XX secolo.
La data del 23 gennaio, giorno del compleanno della Granduchessa è stata poi spostata al 23 giugno per ragioni climatiche.
La festività si svolge, tra l'altro, con un te deum, presso la Cattedrale di Notre-Dame, alla presenza del Granduca e della famiglia granducale.